# Episodi di Tris di cuori (terza stagione)
La terza stagione della serie televisiva Tris di cuori è stata trasmessa in anteprima negli Stati Uniti d'America dalla The WB tra il 24 settembre 1999 e il 18 maggio 2000.
| nº | Titolo originale                            | Titolo italiano | Prima TV USA      | Prima TV Italia |
| -- | ------------------------------------------- | --------------- | ----------------- | --------------- |
| 1  | The Thanks You Get                          |                 | 24 settembre 1999 |                 |
| 2  | The Best Laid Plans                         |                 | 1º ottobre 1999   |                 |
| 3  | The Girl Most Likely To...                  |                 | 8 ottobre 1999    |                 |
| 4  | The Ex-Files                                |                 | 15 ottobre 1999   |                 |
| 5  | The Trouble with Angels                     |                 | 22 ottobre 1999   |                 |
| 6  | The Leap of Faith                           |                 | 5 novembre 1999   |                 |
| 7  | The Sins of the Mother and... the Boyfriend |                 | 8 ottobre 1999    |                 |
| 8  | The Membership Drive                        |                 | 19 novembre 1999  |                 |
| 9  | The Couple's Court                          |                 | 3 dicembre 1999   |                 |
| 10 | Burden of Truth                             |                 | 7 gennaio 2000    |                 |
| 11 | Father Fixture                              |                 | 14 gennaio 2000   |                 |
| 12 | The Special Delivery                        |                 | 21 gennaio 2000   |                 |
| 13 | The Egg Timer                               |                 | 4 febbraio 2000   |                 |
| 14 | The Adulterer Who Came to Dinner            |                 | 11 febbraio 2000  |                 |
| 15 | The French Lesson                           |                 | 18 febbraio 2000  |                 |
| 16 | The Date That Time Forget                   |                 | 25 febbraio 2000  |                 |
| 17 | Accidental Doctor                           |                 | 7 aprile 2000     |                 |
| 18 | The Bread Winner                            |                 | 21 aprile 2000    |                 |
| 19 | The Pregnant Pause                          |                 | 28 aprile 2000    |                 |
| 20 | Pre-Nuptial Disagreement                    |                 | 5 maggio 2000     |                 |
| 21 | The Shrink Gets Shrunk                      |                 | 12 maggio 2000    |                 |
| 22 | The Talented Mr. Ripoff                     |                 | 18 maggio 2000    |                 |